# Stade du 22-Mai
Le Stade du 22-Mai (en arabe : ملعب 22 مايو), est un stade de football yéménite basé à Ad Durayn, quartier de la ville d'Aden.
Le stade, doté de 30 000 places et inauguré en 2007, sert d'enceinte à domicile pour le Al-Tilal SC.
Il porte le nom de la date du 22 mai 1990, en référence à la date de la réunification du Yémen du Nord et du Yémen du Sud.

## Histoire
Le stade est l'un des deux hôtes de la Coupe du Golfe des nations de football 2010.
Durant l'Opération Tempête décisive de l'armée saoudienne sur le pays en 2015, le stade est bombardé et partiellement détruit.

## Événements
- 2010 : Coupe du Golfe des nations de football (11 matchs)